# Luciana Mendoza
Luciana Mendoza (nascida em 14 de março de 1990) é uma handebolista argentina. Integrou a seleção argentina feminina que terminou na décima segunda posição nos Jogos Olímpicos de Verão de 2016 no Rio de Janeiro. Atua como lateral direita e joga pelo clube Mecalia Atlético Guardes. Competiu pela Argentina no Campeonato Mundial de Handebol Feminino de 2011, no Brasil. Foi medalha de prata nos Jogos Pan-Americanos de 2011 e 2015, além de bronze no Campeonato Pan-Americano de Handebol Feminino de 2015.